# 신용협동조합 (대한민국)
신용협동조합(信用協同組合, 영어: National Credit Union Federation of Korea)은 대한민국의 서민금융 기관이다. 상위 기구로 신용협동조합중앙회가 만들어져 있다.

## 역사
대한민국에서는 1907년 금융조합이 설립되어 신협과 비슷한 업무를 했지만, 1956년 농업은행의 설립으로 해산되었다. 1960년 5월 메리 가브리엘라 수녀가 메리놀병원에서 메리놀 병원, 성분도 병원, 가톨릭 구제회의 임직원들이 주축이 되어 최초의 신협인 성가신용협동조합을 창립하였고, 같은해 6월 서울에서는 장대익 신부가 '협동 경제연구회'를 중심으로 결성된 가톨릭 중앙신용협동조합을 발족하면서 시작되었다. 상호금융권 최초로 대출금리 서비스 도입했다.

## 업무
대한민국 신협은 여,수신업무, 전자금융, 지로, 신용카드발급,공제(보험)를 취급한다.

### 카드
- 현대카드(신용) 2024년4월 현재 신한제휴카드(신용)
- 신협 체크카드 (비씨카드망 이용)

## 같이 보기
- 신용협동조합
- 신용협동조합중앙회
- 대한민국의 금융기관 목록